# Pedrouzos-Vilar
Pedrouzos-Vilar era un lugar español situado en la parroquia de Ames, del municipio de Ames, en la provincia de La Coruña, que en el año 2012 se suprimió al escindirse en las aldeas de Pedrouzos y Vilar.

## Demografía
| Gráfica de evolución demográfica de Pedrouzos-Vilar entre 2000 y 2012 |
|                                                                       |
| Datos según el nomenclátor publicado por el INE.                      |